# Odurakeran
Odurakeran (azerbajdzjanska: Odurakəran) är en ort i Azerbajdzjan.   Den ligger i distriktet Jardymly, i den södra delen av landet, 210 km sydväst om huvudstaden Baku. Odurakeran ligger 976 meter över havet och antalet invånare är 754.
Terrängen runt Odurakeran är kuperad. Närmaste större samhälle är Yardımlı, 6,3 km sydväst om Odurakeran. 
Trakten runt Odurakeran består till största delen av jordbruksmark. Runt Odurakeran är det ganska tätbefolkat, med 60 invånare per kvadratkilometer.